# 祝祭日
1948年（昭和23年）7月19日以前の日本における祝祭日（しゅくさいじつ）では、慣習により規律され、または法令により規定された祝日および祭日について述べる。
なお、「祝祭日」とは一般には日本において祝日と祭日のふたつを総称する言葉である。

## 概要

### 江戸期
江戸時代には、以下のような祝祭日があった。五節句は、中国の陰陽五行説に由来して定着した日本の伝統的な年中行事を行う日本の文化・風習である。幕府が公的な行事・祝日として定めた。

### 明治期 - 戦前期
維新後明治期の国威発揚政策の一環として旧来の五節句などを廃止して、国家神道推進のために規定された。「年中祭日祝日ノ休暇日ヲ定ム」（明治6年太政官布告第344号、1873年10月14日施行、1878年6月5日・1879年7月5日改正）によって、大正期・昭和初期には「休日ニ関スル件」（大正元年勅令第19号、1912年9月3日施行、1913年7月16日・1927年3月3日改正）によって定められていた。
どちらの休日法にも「祭日」と表記され、「大祭日」との表記は無いが、皇室祭祀における「大祭」をベースにしていることから「祝日大祭日」略して「祝祭日」と呼ばれる。大祭のうち式年のものを除く毎年のもの全てが該当するが、皇霊祭と同日の神殿祭は省略されている。また、紀元節祭・天長節祭は「祭」をとって紀元節・天長節となり祝日に分類されている。なお、天長節祭は唯一「小祭」である。その他の新年宴会と明治節は皇室祭祀ではない。
祝意を表し各家に国旗が掲げられたことから、明治から大正期にかけて一般的に「旗日」とも呼ばれていた。
1948年7月20日、「国民の祝日に関する法律」（祝日法）の施行によって「休日ニ関スル件」が廃止された。

## 江戸期の祝祭日
- 元旦
- 人日（七草の節句）
- 上巳（桃の節句）
- 端午（端午の節句）
- 嘉定（嘉祥）
- 七夕
- 八朔（田の実の節句）
- 重陽（菊の節句）
- 玄猪

## 明治 - 戦前期の祝祭日

### 祝祭日一覧
- 祝（祭）日名〜適用終了年欄の背景が灰色のものは、期日が変更されるなどして適用されなくなった祝日である。
- 適用開始年欄に「制定時」と記載のあるものは、1873年10月14日の法律制定当初から存在する祝祭日である。適用終了年欄に「-」と記載のあるものは祝日法施行まで施行されていたことを示す。
- 改正により追加された祝日の適用開始年欄には、実際に初めて適用された年を記載する。法令上その祝日に関する規定が発効した年とは必ずしも一致しない。
- 改正により期日が変更された祝日の適用開始年欄には期日変更前も含めた最初の適用年を記載し、変更年は備考欄に記載する。
- 祝日法施行までの最後の祝祭日は1948年4月29日（天長節）である。

#### 祝日
| 祝日名     | 期日     | 適用開始年 | 適用終了年 | 備考 |
| ---------- | -------- | ---------- | ---------- | --- |
| （四方節） | 1月1日   | -          | -          | 法令で定められてはいない。年初の慣習による。のちの元日（元旦）                                                         |
| 新年宴会   | 1月5日   | 制定時     | -          | |
| 紀元節     | 2月11日  | 制定時     | -          | のちの建国記念の日（1967年〜）                                                                                         |
| 天長節     | 4月29日  | 1927年     | -          | 大正天皇崩御により、昭和天皇誕生日へ移行。のちの天皇誕生日（〜1988年）→みどりの日（1989〜2006年）→昭和の日（2007年〜） |
| 天長節     | 8月31日  | 1913年     | 1926年     | 明治天皇崩御により、大正天皇誕生日へ移行                                                                               |
| 天長節祝日 | 10月31日 | 1913年     | 1926年     | 大正天皇誕生日が盛暑期であるため、2ヶ月後も天長節の祝日とした                                                          |
| 天長節     | 11月3日  | 制定時     | 1911年     | のちの明治節（1927年〜）                                                                                               |
| 明治節     | 11月3日  | 1927年     | -          | のちの文化の日 |

昭和天皇が即位した1927年に明治節が制定されると、このうち新年宴会を除く4つの祝日（四方節、紀元節、天長節、明治節）を四大節（しだいせつ）と呼んだ。

#### 祭日
| 祭日名     | 期日                   | 適用開始年 | 適用終了年 | 備考                                           |
| ---------- | ---------------------- | ---------- | ---------- | ---------------------------------------------- |
| 元始祭     | 1月3日                 | 制定時     | -          |                                                |
| 孝明天皇祭 | 1月30日                | 制定時     | 1912年     | 明治天皇崩御により廃止                         |
| 春季皇霊祭 | 春分日 （3月21日ごろ） | 1879年     | -          |                                                |
| 神武天皇祭 | 4月3日                 | 制定時     | -          |                                                |
| 明治天皇祭 | 7月30日                | 1913年     | 1926年     | 明治天皇崩御により施行、大正天皇崩御により廃止 |
| 神嘗祭     | 9月17日                | 制定時     | 1878年     | 10月17日に移行する形で廃止                     |
| 秋季皇霊祭 | 秋分日 （9月23日ごろ） | 1878年     | -          |                                                |
| 神嘗祭     | 10月17日               | 1879年     | -          | 9月17日から移行する形で施行                    |
| 新嘗祭     | 11月23日               | 制定時     | -          | のちの勤労感謝の日                             |
| 大正天皇祭 | 12月25日               | 1927年     | -          | 大正天皇崩御により施行                         |

### 皇室慶弔行事に伴う祭日
皇室関係の慶弔行事が行われる場合は、その年に限りそれが実施される日を特別に休日として定める法律が作られる。その際には、その休日を「休日ニ關スル件」の休日と同等なものとして扱うよう附則で定めるのが通例であった。国・地方自治体ではこれに沿った取扱いがなされた。
- 1915年
  - 11月10日（水） - 即位の礼
  - 11月14日（日） - 大嘗祭
  - 11月16日（火） - 大饗第1日
- 1928年
  - 11月10日（土） - 即位の礼
  - 11月14日（水） - 大嘗祭
  - 11月16日（金） - 大饗第1日